# Mark Mazower
Mark A. Mazower (Aussprache: məˈzaʊər; * 20. Februar 1958 in London) ist ein britischer Historiker, Neogräzist und Publizist.

## Leben und Werk
Mazowers Großvater Max Mazower war Buchhändler und Bundist im zaristischen Russland, der 1909 nach England floh. Mazower studierte Klassische Altertumswissenschaft und Philosophie in Oxford und internationale Beziehungen an der Johns Hopkins University, Baltimore (USA). 1981 erwarb er seinen Bachelor in Oxford, 1983 seinen Magister Artium in Baltimore. 1988 promovierte er in Oxford. Anschließend lehrte er am Birkbeck, University of London, der University of Sussex sowie der Princeton University. Gegenwärtig ist er Professor an der Columbia University, New York City.
Mazowers Spezialgebiete sind die Geschichte Griechenlands in der Neuzeit, die Geschichte der Balkanstaaten sowie die Geschichte der NS-Herrschaft in Europa und der Ideologien im 20. Jahrhundert. Seine Werke wurden jeweils in mehrere Sprachen übersetzt. Bekanntheit erlangte er vor allem durch sein Buch Der dunkle Kontinent (dt. 2000), das politische und Ideengeschichte essayistisch verbindet.
Neben seiner akademischen und publizistischen Tätigkeit arbeitet Mazower auch journalistisch, insbesondere für die Zeitung Financial Times. 2011 wurde er in die American Academy of Arts and Sciences gewählt. 2019 wurde er korrespondierendes Mitglied der British Academy. Mazower erhielt zwei Mal den Duff Cooper Prize, 2004 für Salonica. City of Ghosts. Christians Muslims and Jews 1430–1950 und 2021 für The Greek Revolution. 2021 wurde er zum Ehrenbürger Griechenlands ernannt.

## Veröffentlichungen
Als Autor
- Vorwort (Griechisch) zu Giorgos Theotokas: Tetradia Imerologiou 1939–1953 (Tagebuchaufzeichnungen 1939–1953), Athen 1987, ISBN 960-05-1206-X (6. Aufl. 2021).
- Greece and the inter-war economic Crisis, Oxford 1991
- Inside Hitler's Greece. The Experience of Occupation 1941-44, New Haven 1993
  - Griechenland unter Hitler: Das Leben während der deutschen Besatzung 1941–1944. S. Fischer Verlag, Frankfurt am Main 2016, ISBN 978-3-10-002507-4.
- The dark Continent. Europe’s twentieth Century, London 1998
  - Der dunkle Kontinent. Europa im 20. Jahrhundert , Berlin 2000
- The Balkans, London 2000
  - Der Balkan, Berlin ²2003
- Salonica. City of Ghosts. Christians Muslims and Jews 1430-1950, London 2004.
- Hitler's Empire. Nazi Rule in occupied Europe, London 2008.
  -  Hitlers Imperium. Europa unter der Herrschaft des Nationalsozialismus. Übers. Martin Richter. Beck, 2009. ISBN 3-406-59271-6
- Networks of Power in modern Greece, London 2008
- No Enchanted Palace. The End of Empire and the Ideological Origins of the United Nations, Princeton University Press, Princeton and Oxford 2009 ISBN 978-1-4008-3166-1
- Governing the World: The History of an Idea. Penguin, 2012. ISBN 978-1-59420-349-7
  - Die Welt regieren: Eine Idee und ihre Geschichte von 1815 bis heute. Beck, München 2013
- What you did not tell: A Russian past and the journey home. Allen Lane, London 2017.
- The Greek Revolution: 1821 and the Making of Modern Europe. Allen Lane, London 2021, ISBN 978-0-241-00410-4.

Als Herausgeber
- The Policing of Politics in the twentieth Century. Historical Perspectives, Providence/Rhode Island 1997.
- After the War was over. Reconstructing the State, Family and the Law in Greece, 1943–1960, Princeton 2000.
- Ideologies and national Identities. The Case of twentieth-century Southeastern Europe, Budapest 2004